# 仮面のロマネスク
『仮面のロマネスク』（かめんのロマネスク）は、宝塚歌劇団が上演したミュージカル作品。原作はピエール・ショデルロ・ド・ラクロの小説『危険な関係』。脚本は柴田侑宏。
1997年に初演、2012年の再演以降は全国ツアー公演など本拠地以外の劇場で上演されている。
風紀紊乱の貴族社会に生きる1組の男女が始めた、大人の恋のゲーム。仮面を付けた心の奥底で互いを求める駆け引きは、時に残酷に周囲を翻弄し傷つける。誇り高い2人の意地の張り合いから、最後に仮面を外し真情を吐露するまでを、美しく官能的な描写と共に描く。

## 物語

### 概要
本作は、原作のスキャンダラスな要素を盛り込み随所に色濃いラブシーンを挿入しながら、宝塚的な叙情性も湛えた恋愛心理劇である。以下、原作からの主な変更・相違点を中心に記述する。
元の時代背景はフランス革命前夜（1780年代）であるが、脚本と初演の演出を担当した柴田侑宏が衣装や背景的な面白さを考慮し、それより約50年後の、ナポレオン失脚後の王政復古時代の終焉となる1830年の出来事に設定されている。
主人公ヴァルモンは、原作では決闘で致命傷を負い全ての企みを詫びて絶命。それにより元凶であるメルトゥイユの悪のゲームの全貌は世間に知られ、激しく揶揄され終わる。

一方本作は全く異なる結末となり、ヴァルモンは死なず、メルトゥイユが天然痘に罹患し醜い容貌と化す描写もない。2人の悪事は露見せず、その犠牲となった若い恋人たちにも救いのある未来が暗示される。同時に7月革命が勃発、彼らの生きる貴族社会は崩壊へと向かう。

最終場面、ヴァルモンは軍人として勝ち目のない戦いに向かう前にメルトゥイユの元を訪れ、互いへの想いを告白。メルトゥイユの望んだ「2人だけの舞踏会」で幕となる。

初演はヴァルモンを演じた高嶺ふぶきの退団公演作品であり、惜別を込めた演出が終幕の見どころでもある。
柴田は結末の改変について「恋愛至上主義的な考え方にして、メルトゥイユと別れたヴァルモンが生に対する執着を無くし、王の前で死ぬであろう、という所で終わらせた」としており、また「人間を縛っているものを全部剥ぎ取った時の赤裸々な欲望、欲求を描いている作品で、宝塚での上演は難しいかと考えていたが、逆にアンモラルな匂いの中にこそある魅力というようなものがあるのではないかと思う」と語っている。

### あらすじ
1830年の王政復古下のパリ。煌びやかな貴族社会の影で、抑圧された民衆の不満やブルジョアジーの台頭による不穏な空気が流れはじめていた。
紳士淑女が夜毎集う華やかなサロンの女主人・メルトゥイユ侯爵夫人。貴公子たちの高嶺の花として評判の彼女の前に、知人のヴァルモン子爵が現れる。零落した名家の出で社交界の遊蕩児としても知られる彼は、かつてメルトゥイユと人知れず愛し合った仲だった。

虚実とりまぜた貴族社会で、かたや立身出世の為に女性たちを利用することも憚らず、かたや身持ちの堅い若き未亡人の体面を守りながら、それぞれに自由な恋を謳歌する2人。その一方で、別れた今も戯れめいた、時にはすげない応酬を続けていた。
メルトゥイユはヴァルモンにある計画を持ちかける。それは、秘めた色事の相手の1人・ジェルクール伯爵から裏切られ、さらには彼女の若い従妹セシルと婚約した腹いせに、以前ジェルクールに恋人を奪われたヴァルモンにセシルを誘惑させるという、復讐ゲームであった。

余り乗り気でないヴァルモン。彼はその夜に出会ったトゥールベル法院長夫人に興味を抱いていたのだが、その心を見透かしたメルトゥイユは、トゥールベルを手に入れれば褒美として自分を差し出すと告げる。
ヴァルモンはトゥールベルへ熱烈な求愛を開始したものの、頑なに彼を拒みつつ惑乱する彼女の姿に、いつものように一気に征服へと踏み込めないでいた。
そして彼に近づかないようトゥールベルに警告したのがセシルの母だと知り、ヴァルモンはメルトゥイユの提案したゲームに加担する。彼女の企ては、セシルがダンスニー男爵という奥手な青年と恋に落ちるよう仕向け、2人を焚きつけ仲を取り持つよう装いながら裏切るというものだった。
セシルが簡単にヴァルモンの手に堕ち溜飲を下げたメルトゥイユは、トゥールベルへの最後の攻勢をためらうヴァルモンを、彼の美学に反すると煽り嫉妬心をちらつかせる。その言葉でようやくトゥールベルを陥落させたヴァルモンは、最初の約束を果たすようメルトゥイユに詰め寄るが、彼女はトゥールベルへの未練を非難、自分をハレムの女の1人にするのかとはねのけ、2人は複雑な感情の火花を散らす。
一方、背徳の罪に苦しみながらヴァルモンを忘れられないトゥールベルと、ヴァルモンとセシルを信じて疑わないダンスニーの運命は……。

## 上演記録
1997年 雪組公演（初演）
柴田侑宏脚本・演出、高嶺ふぶき・花總まり主演
- 1997年3月28日-5月5日（新人公演：4月15日）に宝塚大劇場で、同年7月4日 - 7月30日（新人公演：7月15日）に東京宝塚劇場で上演した。併演はグランド・レビュー『ゴールデン・デイズ』。
- 雪組トップスターの高嶺ふぶきのさよなら（退団）公演。ほかに涼里有花・香月麻里・麻世さくらが5月5日付で、高嶺と共に泉つかさ・いらか万椰・葛城七穂・貴代光紀・翠花果・葉月れい・花吹まい・赤坂実樹・貴瀬ゆうが7月30日付で退団した。
- 宝塚大劇場公演は83期生の初舞台公演。

2012年 宙組公演
演出は柴田侑宏から植田景子に変更、大空祐飛・野々すみ花主演
- 2012年2月1日-2月24日に中日劇場で上演。併演は藤井大介作 ファナティック・ショー『Apasionado!!Ⅱ』。
- 選抜メンバーでの上演。

2016年 花組公演
演出は中村暁に変更、明日海りお・花乃まりあ主演
- 2016年9月2日 - 9月22日に全国ツアーで上演。併演は中村一徳 作・演出のショー『Melodia -熱く美しき旋律-』。
- 選抜メンバーでの上演。

2017年 花組公演
演出は中村暁。明日海りお・仙名彩世主演
- 2017年3月18日 - 4月9日に全国ツアーで上演。併演は藤井大介 作・演出のショー『EXCITER!!2017』。
- 選抜メンバーでの上演。

2024年 雪組公演
演出は中村暁。朝美絢・夢白あや主演
- 2024年4月12日 - 5月6日に全国ツアーで上演。併演は藤井大介作・演出のショー『Gato Bonito!!』。
- 選抜メンバーでの上演。

## 主な配役
| 役名                                    | 役どころ                                                      | 1997年雪組 | 1997年雪組 | 2012年宙組   | 2016年花組     | 2017年花組     | 2024年雪組     |
| 役名                                    | 役どころ                                                      | 本公演     | 新人公演   | 中日劇場公演 | 全国ツアー公演 | 全国ツアー公演 | 全国ツアー公演 |
| --------------------------------------- | ------------------------------------------------------------- | ---------- | ---------- | ------------ | -------------- | -------------- | -------------- |
| ヴァルモン子爵 （ジャン・ピエール）     | 宮廷での復権を目指す貴公子 才知と美貌に恵まれ数々の浮名を流す | 高嶺ふぶき | 貴城けい   | 大空祐飛     | 明日海りお     | 明日海りお     | 朝美絢         |
| メルトゥイユ侯爵夫人 （フランソワーズ） | 社交界の高嶺の花の未亡人 ヴァルモンのかつての恋人             | 花總まり   | 貴咲美里   | 野々すみ花   | 花乃まりあ     | 仙名彩世       | 夢白あや       |
| ダンスニー男爵 （フレデリーク）         | 生真面目な青年 セシルに恋する                                 | 轟悠       | 汐美真帆   | 北翔海莉     | 芹香斗亜       | 柚香光         | 縣千           |
| トゥールベル夫人 （マリアンヌ）         | 信心深く貞淑な人妻 ヴァルモンに言い寄られる                   | 星奈優里   | 紺野まひる | 藤咲えり     | 仙名彩世       | 桜咲彩花       | 希良々うみ     |
| セシル                                  | メルトゥイユの従妹 修道院を出たばかりの純粋で敬虔な令嬢       | 貴咲美里   | 愛田芽久   | すみれ乃麗   | 音くり寿       | 城妃美伶       | 華純沙那       |
| ジェルクール伯爵                        | 将軍 メルトゥイユの元恋人でセシルの婚約者                     | 和央ようか | 夢輝のあ   | 悠未ひろ     | 鳳月杏         | 瀬戸かずや     | 咲城けい       |
| アゾラン                                | ヴァルモンの従者                                              | 安蘭けい   | 彩吹真央   | 凪七瑠海     | 優波慧         | 水美舞斗       | 聖海由侑       |
| ロベール                                | メルトゥイユ家の執事                                          | 泉つかさ   | 立樹遥     | 十輝いりす   | 夕霧らい       | 夕霧らい       | 真那春人       |
| ヴィクトワール                          | メルトゥイユ家の女中頭                                        | 翠花果     | 花吹まい   | 純矢ちとせ   | 芽吹幸奈       | 菜那くらら     | 千早真央       |
| ヴォランジュ（ブランシャール）夫人      | セシルの母                                                    | 小乙女幸   | 愛耀子     | 梨花ますみ   | 花野じゅりあ   | 白姫あかり     | 愛羽あやね     |
| 法院長                                  | トゥールベルの夫                                              | 箙かおる   | 未来優希   | 寿つかさ     | 高翔みず希     | 高翔みず希     | 透真かずき     |
| ローズモンド夫人                        | ヴァルモンの伯母                                              | 京三紗     | 有沙美帆   | 美穂圭子     | 五峰亜季       | 五峰亜季       | 杏野このみ     |
| ルブラン                                | 司祭                                                          | 飛鳥裕     | 悠なお輝   | 風羽玲亜     | 航琉ひびき     | 航琉ひびき     | 桜路薫         |
| ジュリー                                | トゥールベルの小間使い                                        | 紺野まひる | 虹乃夢果   | 瀬音リサ     | 春妃うらら     | 華優希         | 音綺みあ       |
| ルイ                                    | メルトゥイユ家の下働き                                        | 風早優     | 初嶺まよ   | 七生眞希     | 帆純まひろ     | 飛龍つかさ     | 風雅奏         |
| ジャン                                  | メルトゥイユ家の下働き                                        | 未来優希   | 花央レミ   | 和希そら     | 聖乃あすか     | 泉まいら       | 海咲圭         |
| ジル                                    | メルトゥイユ家の下働き                                        | 愛耀子     | 絵麗まりな | 花音舞       | 華雅りりか     | 春妃うらら     | 琴峰紗あら     |
| ベルロッシュ男爵                        | メルトゥイユの恋人                                            | 貴城けい   | 華宮あいり | 鳳翔大       | 矢吹世奈       | 帆純まひろ     | 麻斗海伶       |
| ガボット                                | ブルジョア                                                    | 鈴鹿照     | 麻愛めぐる | 月映樹茉     | 舞月なぎさ     | 羽立光来       | 稀羽りんと     |
| ソフィ                                  | セシルの友人                                                  | 愛田芽久   | 松雪可奈子 | 夢涼りあん   | 茉玲さや那     | 凛乃しづか     | 夢陽まり       |
| リーザ                                  | ヴォランジュ（ブランシャール）家の小間使い                    | 春あゆか   | 舞坂ゆき子 | 美桜エリナ   | 雛リリカ       | 雛リリカ       | 麻花すわん     |
| ブランシュ伯爵                          | 反王党派                                                      | 多彩しゅん | 夕貴真緒   | -            | -              | -              | -              |
| ランベール伯爵                          | 反王党派                                                      | -          | -          | 七海ひろき   | 碧宮るか       | 碧宮るか       | 希翠那音       |
| ラフォン                                | ダンスニーの友人                                              | 汐美真帆   | すがた香   | -            | -              | -              | -              |
| パスカル                                | ダンスニーの友人                                              | 夢輝のあ   | 光海晶帆   | -            | -              | -              | -              |
| ナヴァラン                              | ダンスニーの友人                                              | -          | -          | 澄輝さやと   | 澄月菜音       | 愛乃一真       | 風立にき       |
| ヴァレリー                              | ダンスニーの友人                                              | -          | -          | 愛月ひかる   | 千幸あき       | 紅羽真希       | 夢翔みわ       |

## スタッフ
- 脚本・演出：柴田侑宏
- 演出：植田景子（2012年）、中村暁（2016年・2017年・2024年）
- 作曲：寺田瀧雄、吉田優子（2012年）
- 編曲：寺田瀧雄、吉田優子
- 振付：名倉加代子
- 衣装：任田幾英

## メディア展開
- コミックス「仮面のロマネスク」氷栗優（1997年6月初版発行） ISBN 978-4-04-852831-3